# Janique Aimée
 (septembre 2021).
Janique Aimée est un feuilleton télévisé français en 50 épisodes de 13 minutes, en noir et blanc, créé par Paul Vandor et Jacques Siclier, réalisé par Jean-Pierre Desagnat, diffusé du 4 février au 12 avril 1963 sur RTF Télévision, tous les soirs à 19 h 40, et rediffusé en 1970, puis sur La Cinq.
Au Québec, le feuilleton a été diffusé à partir du 2 octobre 1963 à la Télévision de Radio-Canada.

## Synopsis
Ce feuilleton qui connut un grand succès au début des années 1960 relate l'histoire d'une jeune infirmière qui part à la recherche de son fiancé ayant disparu après un mystérieux appel téléphonique. Une partie de l'intérêt du feuilleton est lié aux rapports complexes entre Janique, qui représente au fond la Française moyenne, et la riche, blonde et belle Alice Molivant, qui possède tout… sauf le bonheur.

## Distribution

### Personnages centraux
(dans l'ordre tel que cités dans le générique))
- Janine Vila : Janique Gauthier
- Max Amyl : François Gauthier, son oncle et parrain, chercheur chimiste
- Jacques Balutin : Richard, le photographe
- Michel Barbey : Emile Dajou
- Michel Bardinet : Bernard Talon
- Edmond Beauchamp : Antoine Gauthier, l'oncle colonel
- André Chazel : Docteur Pierre Laurent, chef du service où travaille Janique
- Stella Dassas : Irma, la patronne de l'auberge-hôtel où réside Emile
- Hélène Dieudonné : Angèle, la domestique des Gauthier
- Jenny Doria : Elise Gauthier
- Paulette Dubost : Hélène Gauthier, la mère de Janique
- Samson Fainsilber : Monsieur Molivant, père d'Alice et propriétaire des laboratoires de chimie Molivant
- Jean-Pierre Jaubert : Jacques Rond, le jeune journaliste ("mon p'tit Jacques")
- Denise Kerny : Madame Talon, mère de Bernard
- Maxime-Fabert : Henri Gauthier, père de Janique, directeur d'un cabinet d'assurances local
- François Nocher : Jean Gauthier, le jeune frère de Janique, étudiant en Droit
- Danielle Perret : Annette Gauthier
- Alice Sapritch : Mathilde, la gouvernante d'Alice, inquiétante et manipulatrice
- Colette Teissèdre : Alice Molivant, riche héritière de son père, vivant désœuvrée au château sous l'influence trouble de Mathilde, autrefois amie d'enfance de Janique... mais désormais sa méprisante rivale

### Rôles plus secondaires
- Georges Adet : Maitre Sardat
- Chantal Alban : Irène, une infirmière collègue de Janique
- Bernard Charlan : le chauffeur du poids lourd
- Raoul Curet : le curé
- Jean-Jacques Douvaine : Paul Parot
- André Dumas : Docteur Paul
- Jacques Ferrière : César, le chauffeur des Molivant
- Claude Joseph : Le barman (sous réserve)
- Jacqueline Moresco : Madame Nause
- Micheline Parque : La cousine
- Jeanne Perez : Madame Marchand
- Janine Souchon : Une passante
- Marthe Villalonga : Marie-Berthe, l'hôtesse d'accueil du service où travaille Janique

## Commentaires
Chimot et Lanson, les communes où se déroule l'action, situées sur la Nationale 12 à une trentaine de kilomètres de Rambouillet comme l'indique le panneau routier figurant sur les premières images du film, sont purement imaginaires. Toutefois, sur le flanc d'un fourgon Citroën Type H, on peut lire la mention "S et O", c'est-à-dire Seine-et-Oise, nom du département qui en 1968 a été scindé en six, dont, en totalité,  l'Essonne, le Val-d'Oise et les Yvelines.
Les extérieurs ont été tournés à Rambouillet et à Saint-Léger-en-Yvelines. Le château de la famille Molivant est celui du Mesnil-Saint-Denis dans la commune du même nom, dans le département des Yvelines, aujourd'hui la mairie de cette commune.
Le dernier épisode a déçu les téléspectateurs car ils ne surent pas qui, entre Bernard Talon, le docteur Laurent et Émile Dajou, Janique décida d'épouser. En réalité, au dernier moment la direction des programmes de la RTF fit modifier la fin dans la perspective d'une suite éventuelle. Suite qui ne fut jamais réalisée.

## Produits dérivés

### DVD
- Janique Aimée : l'intégrale (11 mai 2006) (ASIN B000A6MA2A)